# 连续统
連續統（英語：continuum）在數學概念中是指，在實數集裡實數可以連續變動，也就是說，实数集是個連續統。

## 有序集
在集合論中，連續統是一個擁有多於一個元素的線性序集，而且其序滿足如下性質：
1. 稠密：在任意兩個元素之間存在第三個元素
2. 無洞：有上界的非空子集一定有上確界

實數集即為連續統的例子；實際上它是連續統的原型。以下是連續統的幾個例子：
1. 序結構與實數集同構（序同構）的集合，例如實數集裡的任何開區間
2. 擴展的實數軸，以及序同構於它的，比如單位區間。
3. 實的半開半閉區間如 (0,1] 等，以及其序同構。
4. 拓扑學中有一種比實數線還要長的「長直線」
5. 非標準分析中的超實數集

### 連續統的基數
康托的連續統假設有時會被敍述成「在連續統的基數和自然數的基數之間不存在任何基数」，這裡的「連續統」指的是實數集；連續統的基數即特指實數集的基數。

## 拓撲學
在點集拓撲學中，一個連續統是指任何非空的緊緻連通度量空間。
按照以上定義，一個單點集也是連續統。擁有多於一個點的連續統稱為非退化的連續統；由連通性和豪斯多夫性質，可知它一定含有無窮個點。連續統理論即是拓撲學中研究拓撲連續統的分支。其中一個有趣的問題是不可分解連續統的存在性：
- 是否存在這樣的連續統 C ，它可以寫成兩個連續統的並集，且這兩個都是 C 的真子集？

答案是肯定的，第一個例子由魯伊茲·布勞威爾給出。

## 外部連結
- http://web.mst.edu/~continua/ （页面存档备份，存于）
- http://www.karlin.mff.cuni.cz/~pyrih/e/ （页面存档备份，存于）